# Franciscanessenklooster (Dikkele)

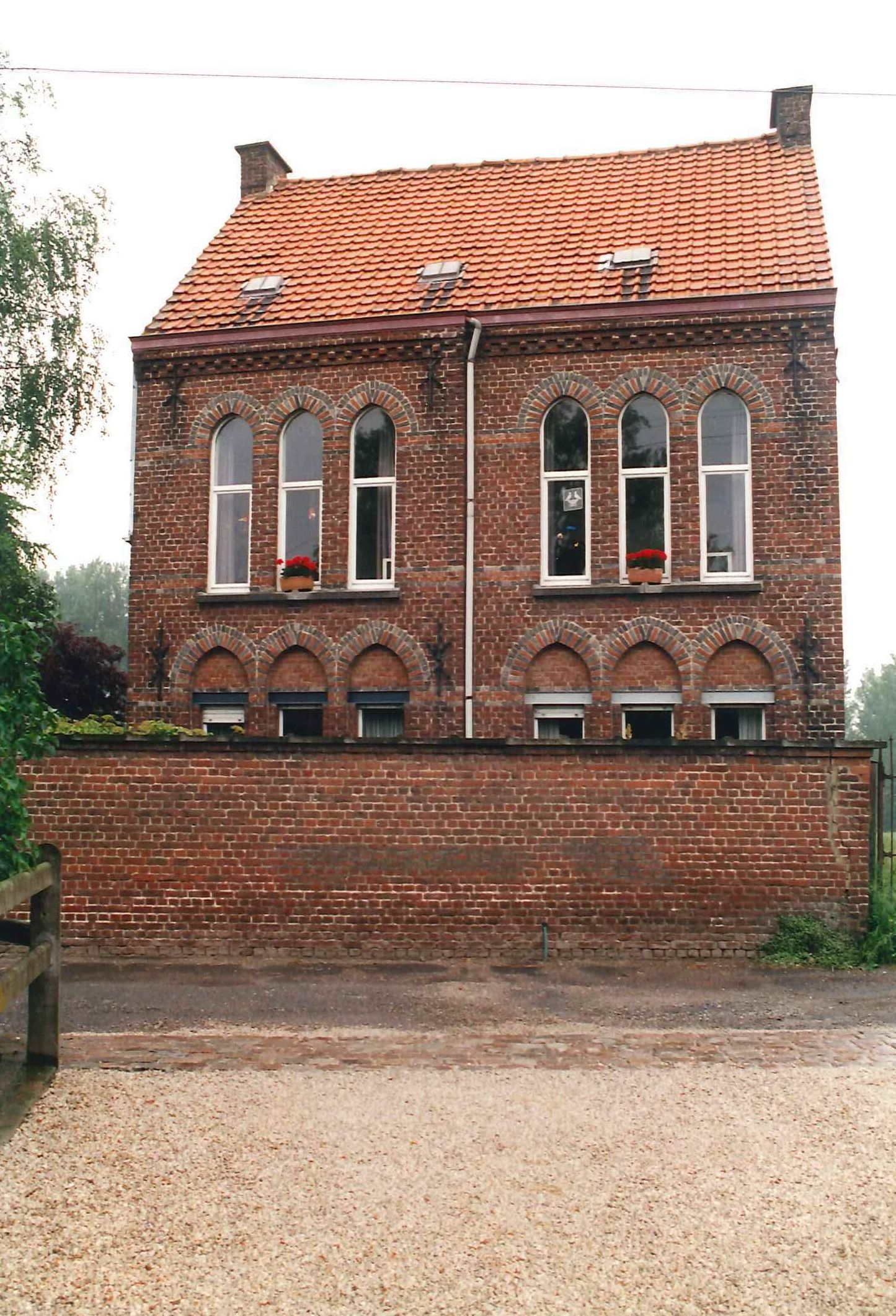
Franciscanessenklooster

Het Franciscanessenklooster is een voormalig klooster in de tot de Oost-Vlaamse gemeente Zwalm behorende plaats Dikkele, gelegen aan de Brouwerijstraat 4.

## Geschiedenis
Het klooster werd opgericht vanuit het Sint-Barbarainstituut te Zottegem. In 1909 werd een school opgericht, in 1910 werd het klooster gebouwd en in 1911 werd het geheel met een bewaarschool uitgebreid. In 1973 sloot de lagere school en in 1984 de kleuterschool. In 1989 verkochten de Franciscanessen het klooster aan een particulier. Onder de naam  't Oud Klooster is het in gebruik als woonhuis annex kunstenaarsatelier.

## Gebouw
Het betreft een neogotisch gebouwtje met aansluitend een vleugel met schoolklassen.